# Charles-Louis-Eugène Signoret
Charles-Louis-Eugène Signoret, né le 19 juillet 1867 à Marseille et mort le 15 septembre 1932 à Paris, est un artiste peintre français.

## Biographie
Charles Louis Eugène Signoret est le fils de Pierre Nicolas Signoret, professeur de piano, et de Rosalie Anne Chupin.
Élève de Gabriel Ferrier, Jean Paul Laurens et Jules Lefebvre, il expose au Salon de 1894 à 1914. devient membre de la société des artistes français.
Il épouse en 1897 Léonie Célestine Dubois, le peintre Albert André est témoin du mariage.
Mention honorable en 1898, il obtient par la suite, en 1910 le prix Raigecourt-Goyon, une médaille d'argent en 1914, le prix Marie-Bashkirtseff (quatre prix sont décernés au sortir de la Première Guerre mondiale, attribué également à Marthe Jouanne-Hugonet, Nelson Dias, et Olga Slom) et la médaille d'or en 1920.
Il meurt à son domicile de l'avenue des Ternes le 15 septembre 1932 à l'âge de 65 ans
.